# Cladosporium manoutchehrii
Cladosporium manoutchehrii är en svampart som beskrevs av Esfand. 1951. Cladosporium manoutchehrii ingår i släktet Cladosporium och familjen Davidiellaceae.   Inga underarter finns listade i Catalogue of Life.